# Lijst van nummer 1-hits in Ierland in 2015
Deze hits stonden in 2015 op nummer 1 in de Ierse Single Top 100, de bekendste hitlijst in Ierland.
| Datum        | Artiest                              | Titel                           |
| ------------ | ------------------------------------ | ------------------------------- |
| 1 januari    | Mark Ronson & Bruno Mars             | Uptown Funk                     |
| 8 januari    | Mark Ronson & Bruno Mars             | Uptown Funk                     |
| 15 januari   | Mark Ronson & Bruno Mars             | Uptown Funk                     |
| 22 januari   | Mark Ronson & Bruno Mars             | Uptown Funk                     |
| 29 januari   | Mark Ronson & Bruno Mars             | Uptown Funk                     |
| 5 februari   | Ellie Goulding                       | Love Me like You Do             |
| 12 februari  | Ellie Goulding                       | Love Me like You Do             |
| 19 februari  | Ellie Goulding                       | Love Me like You Do             |
| 26 februari  | Ellie Goulding                       | Love Me like You Do             |
| 5 maart      | Ellie Goulding                       | Love Me like You Do             |
| 12 maart     | Ellie Goulding                       | Love Me like You Do             |
| 19 maart     | Rihanna, Kanye West & Paul McCartney | FourFiveSeconds                 |
| 26 maart     | James Bay                            | Hold Back the River             |
| 2 april      | HomeTown                             | Cry for Help                    |
| 9 april      | OMI                                  | Cheerleader (Felix Jaehn remix) |
| 16 april     | Wiz Khalifa & Charlie Puth           | See You Again                   |
| 23 april     | Wiz Khalifa & Charlie Puth           | See You Again                   |
| 30 april     | Wiz Khalifa & Charlie Puth           | See You Again                   |
| 7 mei        | Wiz Khalifa & Charlie Puth           | See You Again                   |
| 14 mei       | OMI                                  | Cheerleader (Felix Jaehn remix) |
| 21 mei       | OMI                                  | Cheerleader (Felix Jaehn remix) |
| 28 mei       | OMI                                  | Cheerleader (Felix Jaehn remix) |
| 4 juni       | OMI                                  | Cheerleader (Felix Jaehn remix) |
| 11 juni      | Major Lazer, DJ Snake & MØ           | Lean On                         |
| 18 juni      | Major Lazer, DJ Snake & MØ           | Lean On                         |
| 25 juni      | Major Lazer, DJ Snake & MØ           | Lean On                         |
| 2 juli       | Major Lazer, DJ Snake & MØ           | Lean On                         |
| 9 juli       | Lost Frequencies                     | Are You with Me                 |
| 16 juli      | Lost Frequencies                     | Are You with Me                 |
| 23 juli      | Lost Frequencies                     | Are You with Me                 |
| 30 juli      | Lost Frequencies                     | Are You with Me                 |
| 6 augustus   | One Direction                        | Drag Me Down                    |
| 13 augustus  | Charlie Puth & Meghan Trainor        | Marvin Gaye                     |
| 20 augustus  | The Weeknd                           | Can't Feel My Face              |
| 27 augustus  | The Weeknd                           | Can't Feel My Face              |
| 3 september  | Justin Bieber                        | What Do You Mean?               |
| 10 september | Justin Bieber                        | What Do You Mean?               |
| 17 september | Justin Bieber                        | What Do You Mean?               |
| 24 september | Justin Bieber                        | What Do You Mean?               |
| 1 oktober    | Justin Bieber                        | What Do You Mean?               |
| 8 oktober    | Justin Bieber                        | What Do You Mean?               |
| 15 oktober   | Justin Bieber                        | What Do You Mean?               |
| 22 oktober   | One Direction                        | Perfect                         |
| 29 oktober   | Adele                                | Hello                           |
| 5 november   | Adele                                | Hello                           |
| 12 november  | Adele                                | Hello                           |
| 19 november  | Adele                                | Hello                           |
| 26 november  | Justin Bieber                        | Sorry                           |
| 3 december   | Justin Bieber                        | Sorry                           |
| 10 december  | Justin Bieber                        | Love Yourself                   |
| 17 december  | Justin Bieber                        | Love Yourself                   |
| 24 december  | Justin Bieber                        | Love Yourself                   |
| 31 december  | Justin Bieber                        | Love Yourself                   |